# ینار محمد

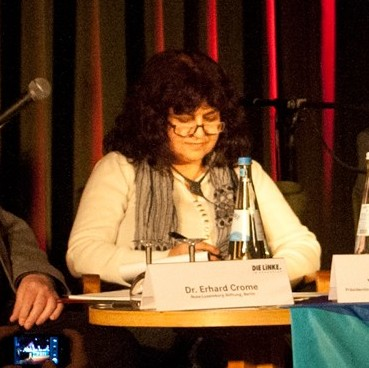
نگاره‌ای از ینار محمد، فمینیست اهل عراق - ۲۰۱۳

ینار محمد (زاده ۱۹۶۰ در بغداد) یک فمینیست برجسته اهل عراق است. او رهبر سازمان آزادی زن عراق است. وی برنده جایزه حقوق زنان بنیاد گروبر (به انگلیسی: Gruber Foundation Women’s Rights Prize) (۲۰۰۸) و جایزه رافتو (به انگلیسی: Norway's Rafto Prize) (2016) شده است.